# Bran, Iași
Bran este un sat în comuna Golăiești din județul Iași, Moldova, România.